# Очарованный странник (опера)
«Очарованный странник» — опера для концертной сцены в двух актах для трёх солистов, хора и оркестра русского композитора Родиона Щедрина, написанная в 2002 году на его собственное либретто, основанное на сюжете одноимённой повести Николая Лескова.

## Краткая справка
Мировая премьера: 19 декабря 2002 года, Avery Fisher Hall, Нью-Йорк;
Российская премьера: 10 июля 2007 года, Концертный зал Мариинского театра, Санкт-Петербург;
Премьера постановки: 26 июля 2008 года, Концертный зал Мариинского театра, Санкт-Петербург
Продолжительность оперы составляет около 1 часа 30 минут

## История создания и постановок
Опера была написана по заказу американского дирижёра Лорина Маазеля и посвящена ему. 19 декабря 2002 года состоялось премьерное концертное исполнение оперы Нью-Йоркским филармоническим оркестром под руководством Маазеля в нью-йоркском концертном зале Эвери Фишер-холл.
10 июля 2007 года в концертном зале Мариинского театра опера «Очарованный странник» была впервые исполнена в России солистами, хором и оркестром Мариинского театра под управлением Валерия Гергиева также в концертном исполнении. Через год эти же исполнители осуществили сценическую постановку оперы. Премьера сценической версии состоялась в том же концертном зале 26 июля 2008 года. В настоящее время постановка включена в репертуар театра.

## Аудиозапись
В 2008 году труппой Мариинского театра была осуществлена первая аудиозапись оперы. Партии солистов исполнили Сергей Алексашкин, Евгений Акимов и Кристина Капустинская. Хором и оркестром Мариинского театра дирижировал Валерий Гергиев. Запись была издана 29 марта 2010 года и получила ряд положительных отзывов в прессе. Эта запись была номинирована на премию «Грэмми» в трёх номинациях, включая лучшую оперную запись, однако не получила премию ни в одной из них.

## Действующие лица
| Персонажи                                                      | Голоса        | Исполнители мировой премьеры |
| -------------------------------------------------------------- | ------------- | ---------------------------- |
| Иван Северьянович Флягин, рассказчик                           | Бас           | Айн Ангер                    |
| Засеченный монах, князь, магнетизер, старик в лесу, рассказчик | Тенор         | Евгений Акимов               |
| Цыганка Груша, рассказчица                                     | Меццо-сопрано | Лилли Паасикиви              |